# Сербиновский, Георгий Викторович
Георгий Викторович Сербино́вский (1909—1976) — советский инженер-энергетик, лауреат Сталинской и Ленинской премий.

## Биография
Родился 6 октября 1909 года в Киеве (ныне Украина). Сын врача городской больницы, умершего в 1921 году. Украинец. После смерти отца переехал с матерью в Москву к родственникам. Окончил 8 классов в школе № 18 (1925), затем по январь 1930 года учился в Московском электротехникуме по специальности техник-электрик.
- январь 1930 — январе 1934 конструктор, техник, инженер, старший инженер Управления сетей Мосэнерго
- с октября 1934 по 1941 год — начальник отдела, заместитель начальника Проектного конструкторского бюро, начальник отдела перспективного проектирования Управления Мосэнерго. С 15 января 1940 года — заместитель главного инженера Управления Мосэнерго
- июль 1941 — февраль 1942 — в РККА, главный инженер Управления спецработ Западного фронта. Военный инженер 3-го ранга. Один из руководителей строительства электрозагражений на подмосковных рубежах.
- февраль — декабрь 1942 главный инженер Топливно-энергетического Управления Мосгорисполкома.
- 4 декабря 1942 — март 1944 заместитель начальника проектно-конструкторского бюро Управления Мосэнерго.
- со 2 марта 1944 главный инженер и заместитель директора Энергосбыта.
- с 12 декабря 1952 до 1960 главный инженер Госинспекции по промышленной энергетике и энергонадзору Министерства электростанций СССР.
- В 1960—1972 годах работал в Госэкономсовете, а затем в Госплане СССР начaльником подотдела Отдела энергетики и электрификации.

Член ВКП(б) с сентября 1940 года.
С 1972 персональный пенсионер союзного значения.
Скоропостижно умер 4 января 1976 года.

## Награды и премии
- Сталинская премия третьей степени (1952) — за участие в разработке и осуществлении системы электроснабжения высокой надежности.
- Ленинская премия (1962) — за разработку, исследование и внедрение компенсационных ртутновыпрямительных агрегатов.
- орден «Знак Почёта» (1945)
- медаль «За боевые заслуги» (28.3.1942).